# Daniel Andersson (Fußballspieler, 1972)
Daniel Lennart Andersson (* 18. Dezember 1972 in Bjuv) ist ein schwedischer Fußballspieler. Der Torwart, der in über 200 Spielen in der Allsvenskan zum Einsatz kam, bestritt 2001 ein Länderspiel für die schwedische Nationalmannschaft.

## Werdegang
Andersson begann mit dem Fußballspielen in seinem Heimatort bei Bjuvs IF. 1991 wechselte der Torwart zum Drittligisten Ramlösa BoIS, stieg allerdings mit dem Klub ab. Ein Jahr später wechselte er zum Ligakonkurrenten Ängelholms FF. Hier konnte er sich als Stammtorhüter etablieren und empfahl sich für höhere Aufgaben, so dass er 1994 vom Zweitligisten Kalmar FF verpflichtet wurde. Allerdings blieb ihm nur der Platz auf der Ersatzbank und ohne ein Spiel bestritten zu haben verließ er den Verein am Ende der Saison.
1995 konnte Andersson sich beim Viertligisten Högaborgs BK den Platz als Stammtorhüter erkämpfen und stieg mit dem Klub in die dritte Liga auf. Dort gelang auf Anhieb der Vizemeistertitel, in den Aufstiegsspielen verhinderte Qviding FIF jedoch den Durchmarsch in die zweite Liga. Im folgenden Jahr sprang nur noch der siebte Platz heraus und am Saisonende verließ Andersson nach drei Jahren den Klub aus Helsingborg und wechselte zum Erstligisten Trelleborgs FF, wo sich Andersson im Tor etablieren konnte.
2000 wechselte Andersson zum Ligakonkurrenten AIK, um den Nationaltorhüter Mattias Asper zu ersetzen, der zu Real Sociedad San Sebastián gewechselt war. Am 1. Februar 2001 debütierte Andersson selbst in der schwedischen Nationalmannschaft. Gleichzeitig wurde mit Dime Jankulovski ein Konkurrent um den Platz im Tor von AIK verpflichtet, der ebenfalls dem erweiterten Kader der schwedischen Nationalmannschaft angehörte. Jedoch konnte sich Andersson behaupten, so dass Jankulovski den Klub nach nur einer Spielzeit in Richtung Norwegen verließ. 2002 stand er dann bei allen 26 Saisonspielen im Tor.
2003 wagte Andersson den Sprung ins Ausland und wechselte nach Schottland zu Hibernian Edinburgh. Nach anderthalb Jahren kehrte er jedoch wieder in die Allsvenskan zurück und unterschrieb einen Vertrag bei Helsingborgs IF. Hier etablierte er sich als Stammspieler und holte 2006 mit dem Klub den schwedischen Pokal. Vor der Spielzeit 2009 verdrängte ihn der Nachwuchsspieler Pär Hansson zwischen den Pfosten, so dass er nach 122 Erstligaspielen für HIF nur noch Ersatzmann war.
Im Januar 2010 verließ Andersson schließlich Helsingborgs IF und schloss sich Ängelholms FF in der zweitklassigen Superettan an. Mit der Rückennummer „72“ stand er anschließend in allen 30 Ligaspielen der Zweitligaspielzeit 2010 auf dem Feld und unterstützte die Mannschaft beim Klassenerhalt. Im März 2011 kehrte er jedoch wieder zu Helsingborgs IF zurück. Dort ersetzte er den zum Zweitligaaufsteiger IFK Värnamo verliehenen Hampus Nilsson als zweiter Torhüter. Lange Zeit blieb er ohne Spieleinsatz hinter Stammtorhüter Pär Hansson, der sich in den Kreis der Nationalmannschaft gespielt hatte. Erst im August 2012 hütete er statt des verletzten Kollegen bei der 1:2-Niederlage gegen Tabellenführer IF Elfsborg erneut das Tor in der Allsvenskan. Nach Ende der Spielzeit 2013 beendete er seine aktive Laufbahn. Zwischenzeitlich als Torwarttrainer tätig, reaktivierte ihn der Klub im April 2015, als Pär Hansson und Matt Pyzdrowski verletzungsbedingt in der Vorbereitung ausfielen. Beim 0:0-Remis zum Auftakt der Spielzeit 2015 bei Kalmar FF stand er nochmals zwischen den Pfosten, ehe er wieder ins zweite Glied rückte. Im September 2018 wurde er nochmals reaktiviert, als der mittlerweile in die Superettan abgestiegene Klub nach einer Verletzung Hanssons Handlungsbedarf sah, und gehörte bis zum Ende der Zweitliga-Spielzeit 2018 vor allem als Ersatzmann zum Kader. Am letzten Spieltag wechselte Trainer Per-Ola Ljung ihn kurz vor Spielschluss für Kalle Joelsson beim 3:1-Erfolg über Varbergs BoIS ein, mit dem der Klub die Zweitligameisterschaft sicherte und in die Allsvenskan zurückkehrte.
Nachdem Andersson kurzzeitig im Anschluss wieder als Torwarttrainer und Zeugwart bei Helsingborgs IF gearbeitet hatte, verließ er Ende 2019 den Klub. Er schloss sich dem Trainerteam rund um seinen ehemaligen Mitspieler Mattias Lindström beim Helsingborger Stadtteilklub Eskilsminne IF an, der in der drittklassigen Division 1 antrat.